# Ashoka
Pour les articles homonymes, voir Ashoka (homonymie) et Asoka.
Ashoka ou Aśoka (en l'absence de signes diacritiques /ś/, on écrit aussi Asoka ou Açoka ; sanskrit en écriture devanagari : अशोकः ; IAST : Aśoka), né vers 304 av. J.-C. et mort en 232 av. J.-C., est le troisième empereur de la dynastie indienne des Maurya.
Il accède au pouvoir vers 270 av. J.-C. et s'efforce tout d'abord de consolider et d'agrandir l'empire hérité de son père Bindusâra. À la suite de la conquête meurtrière du Kalinga, il adopte les principes non-violents (ahimsa) du bouddhisme. Dès lors l'empire n'est plus troublé par la guerre et, en souverain pacifique, Ashoka s'emploie à l'organiser au moyen d'un corps important de fonctionnaires et d'une police efficace, ainsi qu'à travers la promulgation d'édits gravés sur des rochers ou des colonnes dispersés dans tout le pays. Il interdit les sacrifices, promeut le végétarisme et encourage la diffusion du bouddhisme en Inde et dans toute l'Asie.
L'empire d'Ashoka s'étend de l'actuel Afghanistan jusqu'au Bengale, et aussi loin vers le sud que le plateau de Mysore mais il ne lui survit guère, s'effondrant en cinquante ans. Cependant, Ashoka est le premier souverain à réaliser l'unité de l'Inde sur un aussi vaste territoire et, consciente de son apport dans l'histoire nationale, la République indienne a pris pour emblème national le  « chapiteau aux lions » qui surmonte le pilier d'Ashoka de Sarnath, ainsi que la roue du Dharma (Dharmachakra).

## Conquête du pouvoir

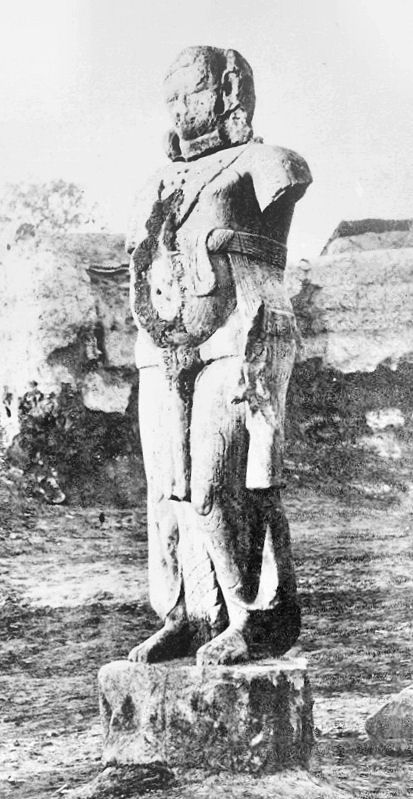
Statue de Yaksha avec inscription de l'époque d'Ashoka,

Chandragupta (« Protégé par la Lune ») fonde l'empire Maurya en s'emparant tout d'abord du Pendjab récemment conquis par Alexandre le Grand puis, il se tourne vers l'est et s'approprie le royaume des Nanda vers 313 av. J.-C., s'installant dans la capitale Pataliputra (actuelle Patna au Bihar). En 305 av. J.-C., il affronte et défait Séleucos Ier Nikator, le satrape macédonien de Babylone qui le menace au nord-ouest. Les deux souverains concluent un accord aux termes duquel Chandragupta obtient la région à l'est des montagnes d'Afghanistan contre des éléphants et une alliance matrimoniale. Après avoir étendu son empire vers le sud, Chandragupta se serait retiré dans un monastère jain, abdiquant en faveur de son fils Bindusâra.
Ce dernier nomme vice-roi d'Ujjain l'un de ses fils, Devanampiya Piyadassi (« Le roi ami des dieux au regard bienveillant »), plus connu sous le nom d'Ashoka (« Le sans douleur ») donné par les bouddhistes. Il l'envoie ensuite mater une révolte à Taxila dont il devient également vice-roi, s'initiant ainsi au gouvernement. À la mort de son père en 273 av. J.-C., Ashoka fait éliminer tous ses frères et sœurs, s'empare du pouvoir et se fait couronner quatre ans plus tard.

## Guerre contre le Kalinga

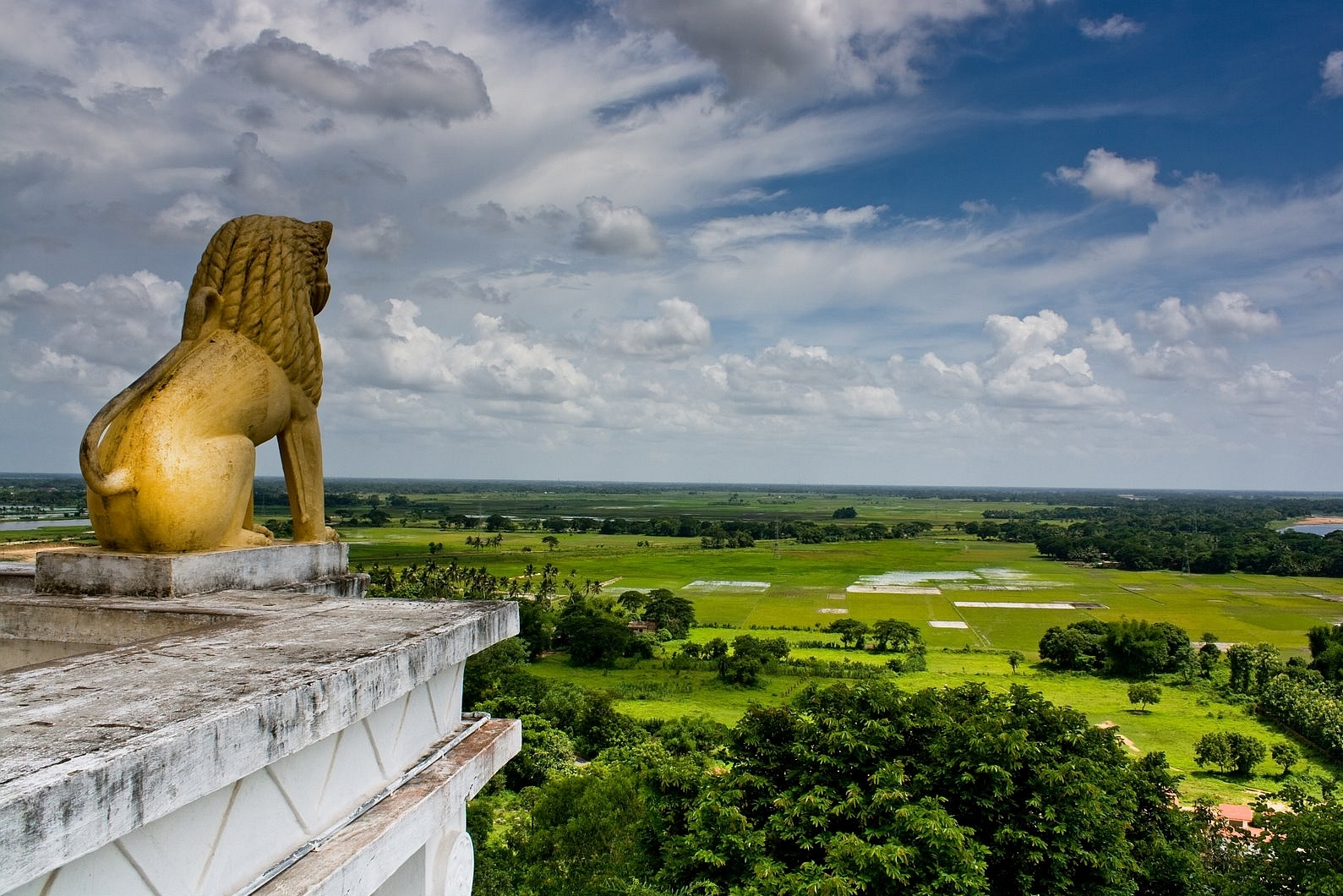
La plaine Daya depuis les collines de Dhauli, lieu présumé de la guerre du Kalinga.

Comme ses prédécesseurs, Ashoka dispose d'une armée considérable, professionnelle, prête en permanence et qu'il finance lui-même. C'est avec elle, au cours de la treizième année de son règne (261 av. J.-C.), qu'il se lance à la conquête du Kalinga, région située sur la côte est et correspondant à l'actuel Orissa. L'empereur remporte la victoire après une guerre terriblement meurtrière qui aurait fait selon ses dires 150 000 prisonniers, 100 000 tués et autant de morts de famine et de maladie, chiffres probablement symboliques qui traduisent l'ampleur des massacres perpétrés.
Ce triomphe sanglant provoque chez le souverain une crise morale et politique qui le conduit à adopter les principes non-violents du bouddhisme. Il fait une retraite d'un an dans un monastère, devient végétarien, fait des pèlerinages et de nombreux dons aux bouddhistes mais aussi aux jaïns et aux brahmanes. Il prend les vœux d'upāsaka, dans un édit mineur sur le rocher I datant probablement de 258 AEC, il se définit comme un upāsaka : " Il y a plus de deux ans et demi que je suis un dévot laïque (upāsaja) (...)".l. Ashoka réalise au travers des enseignements du Bouddha que ses conquêtes territoriales sont sources de souffrance, et s'oriente vers une conquête intérieure pour cultiver le bien de la société et la non-violence. Il protège les autres religions et érige des piliers où sont gravés en plusieurs langues des textes promouvant la justice et la tolérance.

## Organisation de l'Empire

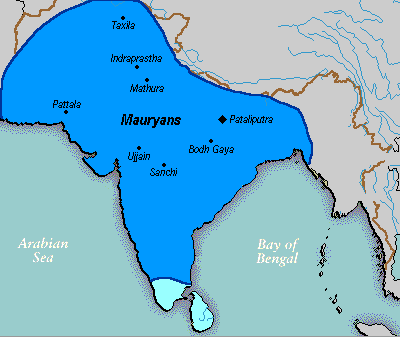
L'empire Maurya sous Ashoka.

Débarrassé du souci de la guerre, Ashoka se consacre à l'organisation de l'Empire sur lequel il exerce un pouvoir absolu au moyen d'une administration décentralisée, soutenue par les nombreux édits gravés dans la pierre et dispersés sur tout le territoire. 

### Un pouvoir absolu et personnel
Les ordres de l'empereur s'appliquent uniformément à tout le territoire, ils émanent de sa volonté et de son autorité personnelle comme en témoigne une de ses inscriptions :

« À tout moment, soit que je mange, (que je me trouve) dans l'appartement des femmes, dans ma chambre à coucher, soit que (je sois) en déplacement, aussi bien en (litière ?) que dans mes jardins, partout des informateurs présents doivent m'informer des affaires publiques : et partout je m'occupe des affaires publiques. Et quelque ordre que je donne verbalement, relatif à une donation ou à une proclamation, et d'autre part toute affaire urgente qui est confiée aux surintendants, s'il y a à leur sujet contestation ou délibération au conseil, on doit m'en informer immédiatement, partout, à tout moment : tel est mon ordre. »

De plus, bien qu'il ne l'utilise guère après la conquête du Kalinga, Ashoka peut compter sur une armée imposante entièrement à son service car il en est le financeur.

### Des édits contrôlés par une «police de la moralité»

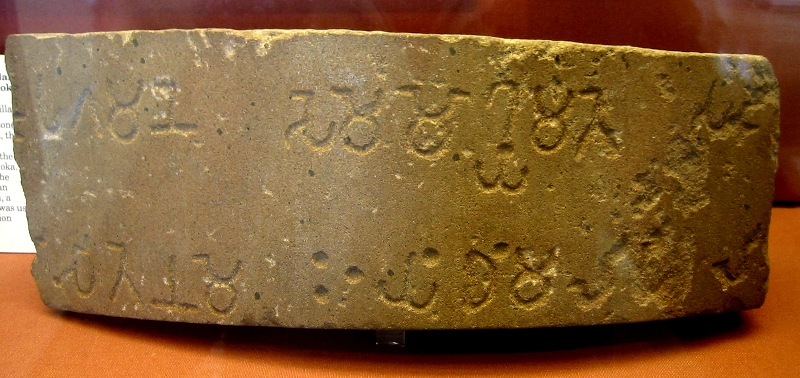
6e édit sur colonne. Environ 238 av. J.-C., provenant probablement de la colonne de Meerut (Uttar Pradesh).

Afin de diffuser son idéal de tolérance, Ashoka promulgue des édits qu'il fait graver dans la pierre et ériger dans tout l'Empire. Nous en connaissons une trentaine, gravés soit sur des rochers, situés à la périphérie du royaume, soit sur des colonnes, dans la vallée du Gange ou plus rarement sur les parois de grottes dans des régions reculées. Ces textes édifiants permettent au souverain non seulement d'éduquer ses sujets en leur inculquant le sens du devoir (dharma) mais également de conforter son gouvernement par la pression qu'ils exercent sur la population, l'incitant à se plier à la justice, à renoncer à la violence donc à la guerre, à s'imposer une forme d'autodiscipline.
Pour assurer pleinement l'application de ces principes, Ashoka qui se considère comme le « père » de tous ses sujets, indépendamment de leur religion ou leur caste, crée un corps de superviseurs de la moralité, le dhamma-mahamatra, qui, renseigné par de nombreux informateurs, contrôle l'intégrité de ses fonctionnaires et l'observation par tous de ses édits. Ceux-ci constituent un code moral aussi bien acceptable par les pratiquants du bouddhisme, qui en est l'inspiration directe, que par ceux du jaïnisme ou de l'hindouisme.

### Une administration décentralisée
Cependant, la taille de l'Empire et les moyens de communication de l'époque rendent un contrôle direct impossible ; en effet, il faut au moins trente jours pour se rendre de Pataliputra à Kandahar ou à la frontière sud et le double en période de mousson. Le royaume est donc divisé en plusieurs territoires, dont le nombre exact est inconnu, dirigés par des vice-rois ou des gouverneurs. Ceux-ci disposent d'une bureaucratie hétérogène, parfois locale, parfois héritée des précédentes autorités perses ou grecques au Nord-Ouest, ou encore directement issue du cœur de l'Empire dans les régions jugées peu sûres du sud et de l'est.
Par ailleurs, certains souverains vaincus, pourvu qu'ils paient tribut et se conforment au dharma, conservent leurs trônes. Il en est de même pour plusieurs tribus qui gardent une certaine autonomie dans leur organisation interne. Ceci se manifeste par la présence de différents monnayages malgré une tendance à l'unification dans ce domaine. Ces différentes structures se chargent de la gestion concrète de l'Empire — collecte des impôts, réalisation de grands travaux — les édits d'Ashoka, uniquement préoccupé de principes moraux, restant muets à ce sujet.

### Réalisations

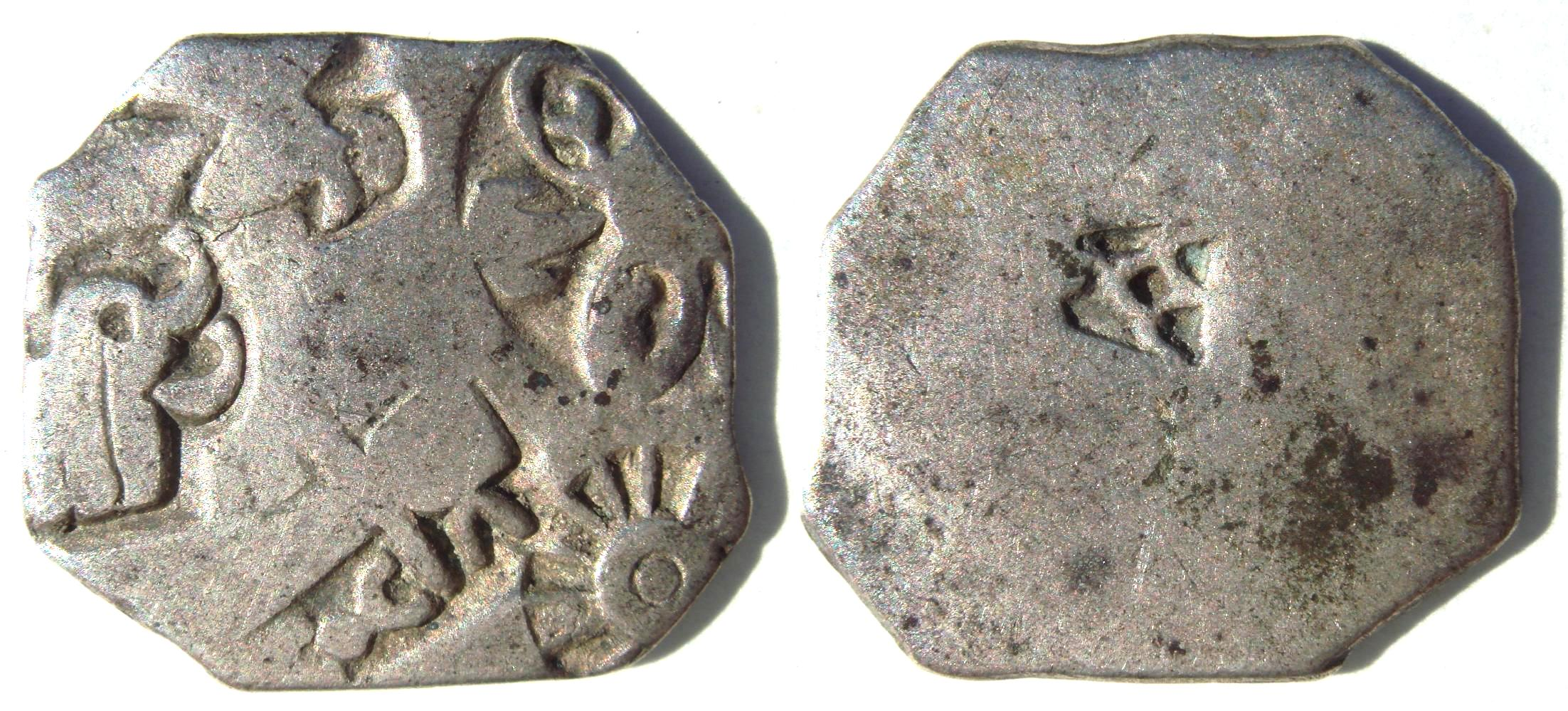
Monnaie maurya.

Sous le règne d'Ashoka, l'Inde est un pays prospère. Les travaux d'irrigation permettent l'augmentation de la production de riz et de coton dont une partie est exportée, de même que des épices (poivre et cannelle), des pierres précieuses (cornaline, rubis, saphir) ou des éléphants. Cela lui permet de faire venir de la soie de Chine, des chevaux d'Asie centrale et de l'or dont on a retrouvé de grandes quantités alors que le pays n'en produit pas.
Le commerce est stimulé par une amorce d'unité monétaire et l'amélioration des routes le long desquelles l'empereur fait creuser des puits et planter des arbres. Ashoka est également à l'initiative de la construction de la « Grande voie royale », longue de 1 500 km, qui relie Taxila à Pataliputra. Cette dernière est une ville et un port fluvial florissant qui compte 700 000 habitants, ce qui en fait l'une des plus grandes cités du monde antique.
Les dons aux nécessiteux ou aux temples et l'entretien des hôpitaux (pour les personnes et les animaux), des routes et surtout d'une immense armée, se font grâce à des taxes prélevées sur les produits agricoles et le commerce.

## Religion et culture

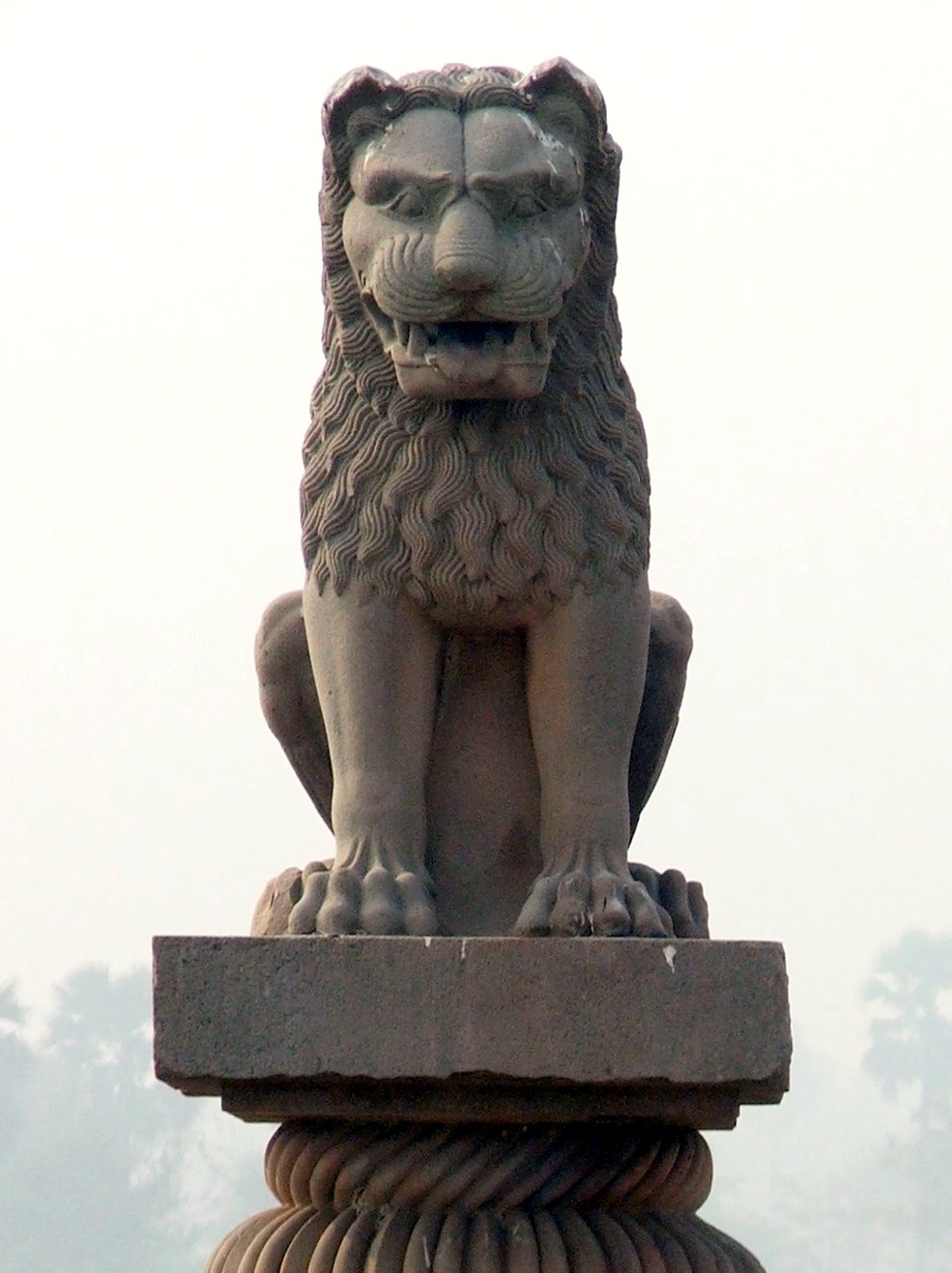
Chapiteau du pilier de Vaishali (Bihar), vers 250 av. J.-C.

L'empereur Ashoka acquiert le titre d'« ami des dieux » (Devanampiya)  qui est une appellation qu'il a adoptée, et non un titre qui lui aurait été donné par les dieux eux-mêmes. Il est couramment utilisé dans ses édits pour se référer à lui-même, soulignant son rôle de dirigeant bienveillant et son engagement envers les valeurs bouddhistes.
Ashoka traite égalitairement toutes les religions, faisant et recommandant de faire des dons aux moines bouddhistes, jaïns aussi bien qu'aux brahmanes. Cette attitude impressionne durablement les souverains indiens qui pendant longtemps font des dons aux différentes religions présentes dans le pays. Il promeut la non-violence (ahimsa) dans ses édits et dans sa façon de vivre, incitant au végétarisme, interdisant les sacrifices et la torture. Il limite l'abattage des animaux à la cour et remplace la chasse par des pèlerinages. Il encourage la diffusion du bouddhisme pour lequel il convoque un concile dans la capitale et aurait fait édifier 84 000 stupas dont ceux de Sarnath et Sanchi largement remaniés au cours des siècles suivants.
La prospérité économique, les échanges et la paix favorisent l'essor culturel. Le règne d'Ashoka voit l'apparition de l'épigraphie et d'une sculpture sur pierre de grande qualité influencée par l'art grec et perse. Elle se caractérise par sa sobriété, des motifs animaliers et des chapiteaux en corolle de lotus renversée comme en témoignent les colonnes aux chapiteaux aux lions retrouvées à Sarnath et Vaishali.

## Dislocation de l'Empire
À la mort d'Ashoka en 232 av. J.-C., ses fils se disputent l'Empire ; aucun d'entre eux n'a l'envergure de leurs ancêtres et progressivement, les gouverneurs s'émancipent de l'autorité centrale. L'armée, immense mais inactive depuis des décennies, ne réussit pas à éviter la conquête du Punjab par les Gréco-Bactriens en 185 av. J.-C.. Quelques années plus tard, le dernier empereur maurya, Brihadratha, est assassiné par un de ses généraux, Pushyamitra, qui fonde la dynastie Shunga et rétablit l'hindouisme avec vigueur. L'Inde se retrouve de nouveau morcelée, les différents royaumes luttent les uns contre les autres pour une domination régionale, situation qui perdure jusqu'à l'avènement des Gupta au milieu du IVe siècle.
L’effondrement de l'empire maurya a des origines multiples : incapacité et rivalité des successeurs d'Ashoka, désir des brahmanes de retrouver leur prééminence, poids financier d'une armée inutile. Mais la cause principale est sa taille même qui ne lui permet pas d'être suffisamment centralisé. Les libertés prises par les administrations régionales, le maintien des royaumes préexistants et les difficultés de communication expliquent que l'Empire se soit disloqué en à peine cinquante ans.

## Héritage

Emblème de l'Inde.

### Politique
Ashoka disparaît de la mémoire indienne au Moyen Âge et n'est redécouvert qu'au XIXe siècle par les historiens britanniques grâce à ses inscriptions. Les fondateurs de l'Inde moderne reconnaissent l'importance de ce premier unificateur du sous-continent et, désireux de promouvoir son idéal de tolérance, adoptent le chapiteau aux lions de la colonne de Sarnath comme emblème national et insèrent le Dharmachakra, la roue de la Loi, symbole du Dharma en tant que doctrine bouddhiste et enseignements de Shakyamuni, dans le drapeau tricolore.

### Religieux

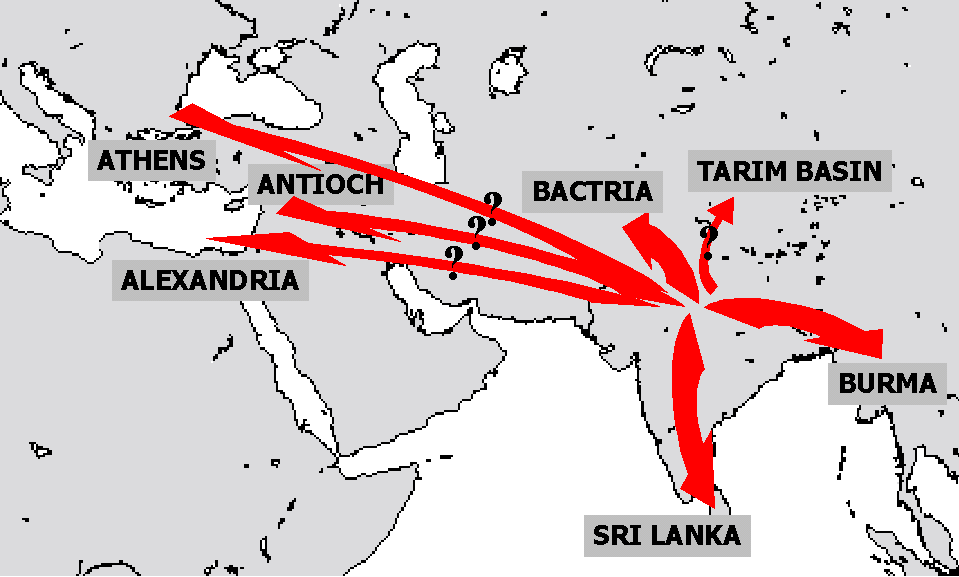
Les missions de prosélytisme bouddhiste au temps d'Ashoka.

Après le troisième concile bouddhiste qu'il organise à Pataliputra, Ashoka dépêche des missionnaires dans tout le pays. Cependant, même si le bouddhisme conserve pendant quelque temps une certaine vitalité au Bengale et dans le Deccan et s'il donne lieu à des centres culturels et artistiques importants à Sarnath, Nâlandâ et Ajantâ, il reste toujours minoritaire en Inde puis disparaît presque totalement.

Ashoka envoie aussi des missions au-delà des frontières : son fils (ou son frère), Mahendra, convertit le roi de Ceylan et le bouddhisme se répand progressivement en Asie centrale, en Chine et surtout en Asie du Sud-Est où il est toujours présent. Les édits, en particulier l'Édit no 13 d'Ashoka, attestent également de missions de prosélytisme auprès d'Antigone II Gonatas, roi de Macédoine, d'Antiochos II, roi de Syrie et de Ptolémée II, roi d'Égypte. Ce dernier aurait par ailleurs envoyé des ambassadeurs auprès d'Ashoka comme l'atteste Pline l'Ancien. 

### Culture populaire

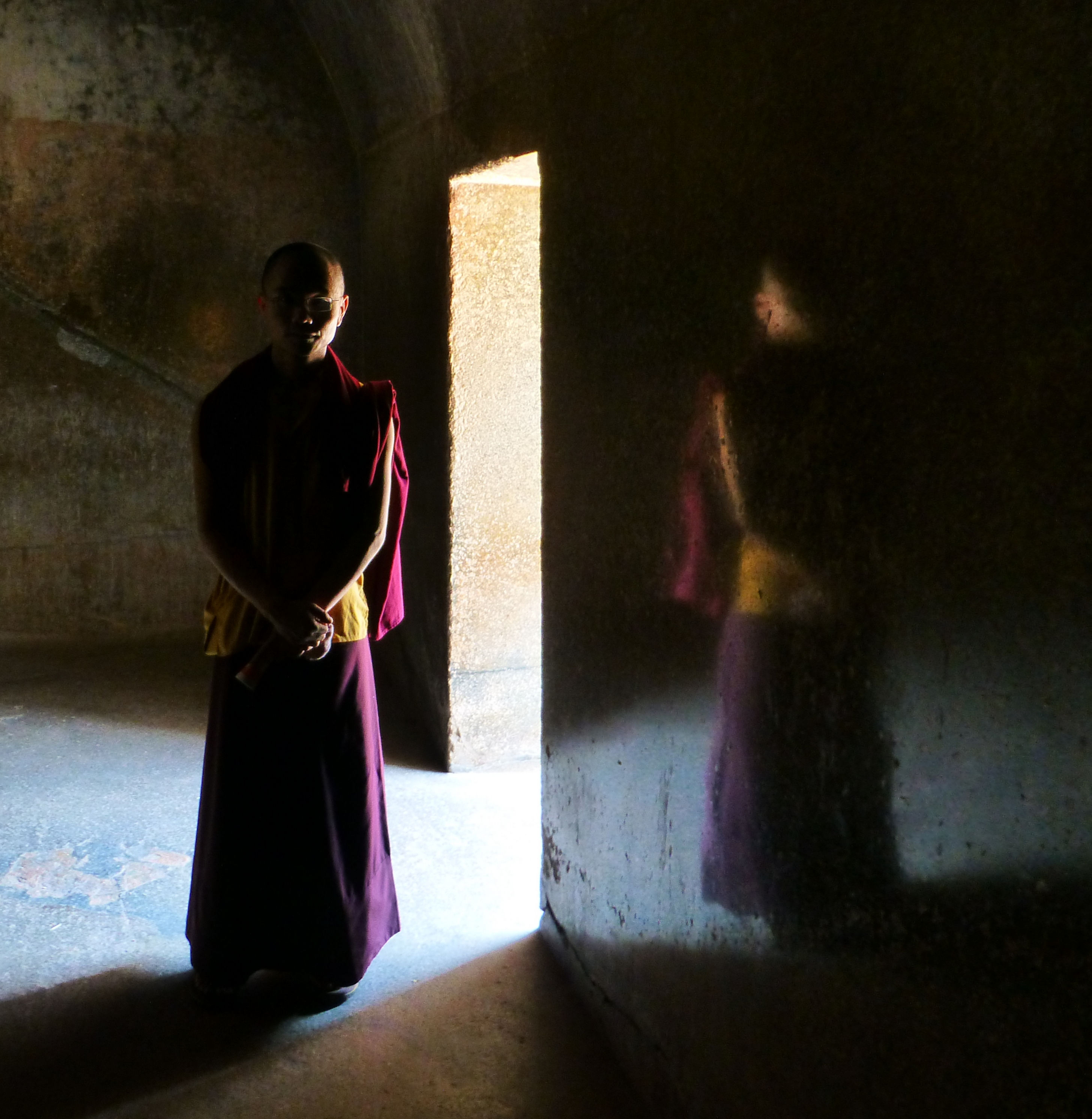
Paroi de grotte en granit, polie de façon parfaitement plane jusqu'à obtenir un effet miroir. Grotte de Sudama dédiée par Ashoka à la secte ascétique des Ajivikas. Grottes de Barabar, Inde,

En 2001, Santosh Sivan réalise Asoka, film de Bollywood avec Shahrukh Khan, qui relate de façon romancée la vie de l'Empereur maurya.
Ashoka est un des dirigeants indiens dans le jeu vidéo Civilization IV et un des héros de la civilisation des Mauryas dans 0 A.D..
Dans la série Blake et Mortimer, Açoka est un personnage principal dans les albums Les Sarcophages du 6e continent et Le Sanctuaire du Gondwana.

#### Monographies
- Alexandre Astier, Petite histoire de l'Inde, Paris, Eyrolles, 2007, 211 p. (ISBN 978-2-212-53925-7, BNF 41180461, présentation en ligne)
- Jules Bloch, Les inscriptions d'Asoka, traduites et commentées par Jules Bloch, Les Belles Lettres, coll. « Émile Senart (n°8) », 1950
- Michel Boivin, Histoire de l'Inde, Paris, Presses universitaires de France, coll. « Que sais-je ? C (n° 489) », 2005, 127 p. (ISBN 978-2-13-055212-3, BNF 40016931)
- Namita Sugandhi L'empire des Maurya et l'Inde du Nord in Cédric Ferrier sous la dir. "Histoire ancienne et médiévale de l'Inde du Nord (VIe s. avant notre ère, XIIIe s. après)", 2025, Éd. PUF,  (ISBN 978-2130577591)
- Jacques Dupuis, Histoire de l'Inde : des origines à la fin du XXe siècle, Paris/Pondichery, Éditions Kailash, 2005, 411 p. (ISBN 978-2-84268-122-7, BNF 40018120)
- Bernard de Give, Les rapports de l'Inde et de l'Occident des origines au règne d'Asoka, Les Indes Savantes, 2005, 360 p. (ISBN 978-2-84654-036-0)
- Louis Frédéric, Histoire de l'Inde et des Indiens, Paris, Critérion, 1996, 816 p. (ISBN 978-2-7413-0076-2, BNF 35842270, lire en ligne)
- Éric Paul Meyer, Une histoire de l'Inde : les Indiens face à leur passé, Paris, Albin Michel, 2007, 357 p. (ISBN 978-2-226-17309-6, BNF 41000399)
- Patrick Olivelle (trad. de l'anglais Éric Auzoux, préf. Vincent Eltschinger), Ashoka, roi philosophe, Paris, Les Belles Lettres, 2025, 394 p. (ISBN 978-2-251-45703-1)
- Jacques Pouchepadass, Dictionnaire de l'Inde (sous la dir. de Catherine Clémentin-Ojha, Christophe Jaffrelot, Denis Matringe et Jacques Pouchepadass), Paris, Larousse, 2009, 479 p. (ISBN 978-2-03-583784-4, BNF 41453200)
- (en) Ranbir Vohra, The Making of India : a Historical Survey, New York/London, M.E. Sharpe, 1997, 331 p. (ISBN 978-1-56324-694-4, BNF 37521632)

#### Articles de périodiques
- Osmund Bopearachchi, « Ashoka, le premier empereur », L'histoire, no 278,‎ juillet-août 2003 (ISSN 0182-2411)
- Gérard Fussman, « Pouvoir central et régions dans l'Inde ancienne : le problème de l'Empire maurya », Annales. Économies, Sociétés, Civilisations, no 4, 37e année,‎ 1982 (ISSN 0395-2649)